# Pyraloidea

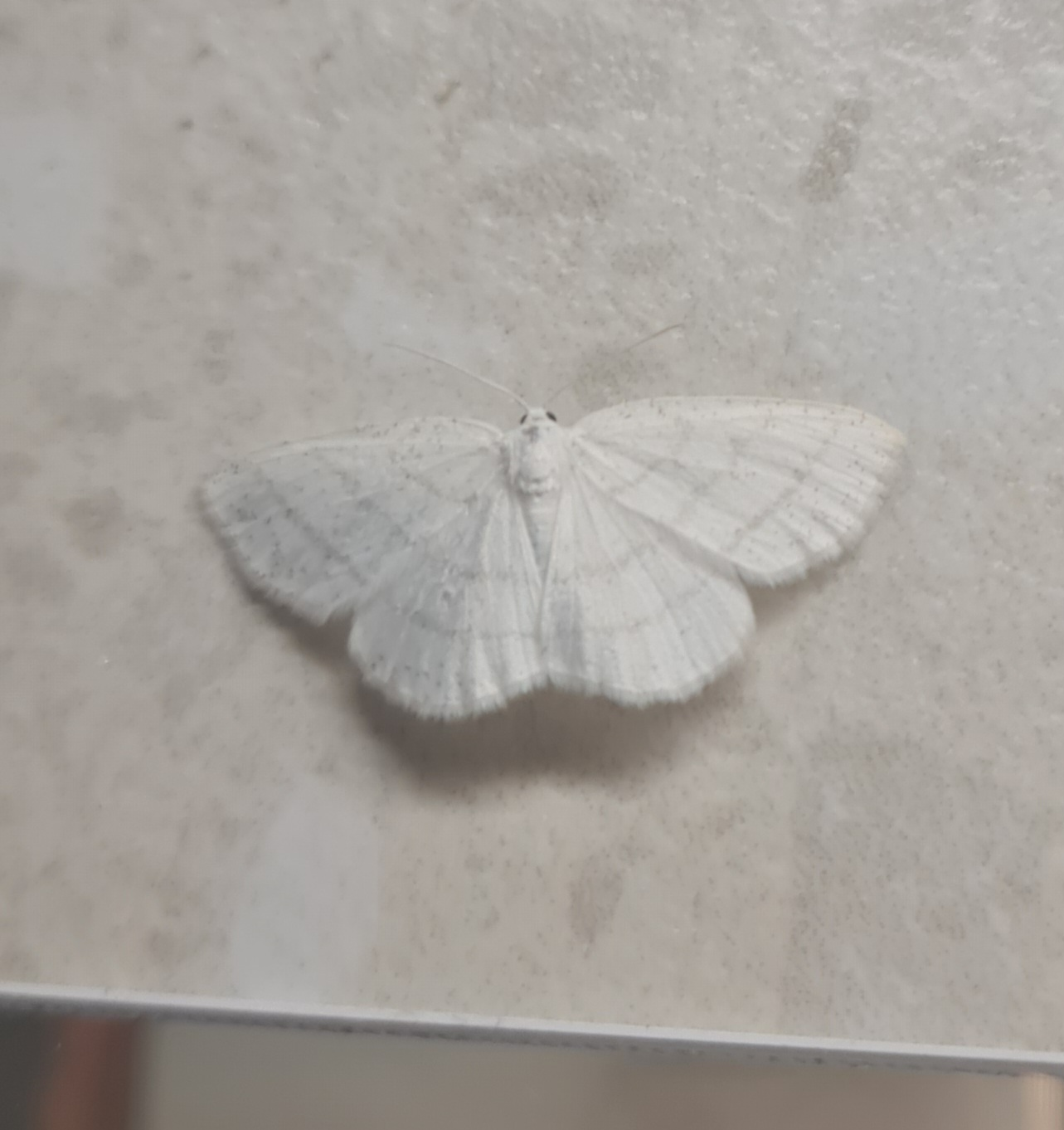
Біла вогнівка

Pyraloidea (вогнівкуваті) — надродина метеликів з розмахом крил зазвичай 10-30 мм, іноді до 50 мм і більше, різноманітної форми та забарвлення. Включає родини: справжні, або сінешні, вогнівки (Pyralidae), трав'яні вогнівки, або трав'янки (Crambidae), іноді з трав'яних вогнівок виділяють ще вузькокрилі вогнівки (Phycitidae), ширококрилі, або лугові, вогнівки (Pyraustidae). Відомо близько 10 тисяч видів, поширені широко. Найбільш численні в пустелях і степах.

## Спосіб життя
Зазвичай метелики активні вночі і в сутінках. Гусениці живуть у згорнутих або обплетених шовком листках, деякі види проточують плоди або пагони, плетуть шовковинні трубки, які прикріплюють до рослин або прокладають в субстраті (ґрунт, дернина, харчові продукти); іноді мешкають на водних рослинах..

## Значення
Вогнівки можуть завдавати шкоди сільськогосподарським культурам, в тому числі луговий і стебловий метелики, вогнівка соняшникова; стільники і вощину псує воскова міль, харчовим запасам завдають шкоди борошняна вогнівка (Pyralis farinalis), млинарська вогнівка (Ephestia kuehniella), південна вогнівка (Plodia interpunctella) та ін.

## Класифікація
Відомо більш ніж 16 000 видів і 2000 родів. Раніше надродина включала такі родини як Alucitidae,  Hyblaeidae,  Thyrididae,  Tineodidae,  Pterophoridae, що зараз виділені у окремі надродини.
У сучасному обсязі надродину Pyraloidea поділяють на такі родини:
- Crambidae — Вогнівки-трав'янки, або трав'яні вогнівки — 9655 видів і понад 1000 родів.
- Pyralidae — Вогнівкові. Більше 6000 видів і 1000 родів (на грудень 2011 року)[5].